# Ruta Estatal de Arizona 51
La Ruta Estatal de Arizona 51, y abreviada SR 51 (en inglés: Arizona State Route 51) es una carretera estatal estadounidense ubicada en el estado de Arizona. La carretera inicia en el Sur desde la I 10  , Loop 202   en Phoenix hacia el Norte en la Loop 101     en Phoenix. La carretera tiene una longitud de 26,9 km (16.70 mi).

## Mantenimiento
Al igual que las autopistas interestatales, y las rutas federales y el resto de carreteras estatales, la Ruta Estatal de Arizona 51 es administrada y mantenida por el Departamento de Transporte de Arizona por sus siglas en inglés ADOT.